# اجبارنة (لوطا)
اجبارنة هو دُوَّار يقع بجماعة اجبارنة، إقليم تازة، جهة فاس مكناس في المملكة المغربية. ينتمي الدوّار لمشيخة لوطا التي تضم 11 دوار. يقدر عدد سكانه بـ 639 نسمة حسب الإحصاء الرسمي للسكان والسكنى لسنة 2004.

## روابط خارجية
- البوابة الوطنية للجماعات الترابية
- المندوبية السامية للتخطيط